# Zwattendorf

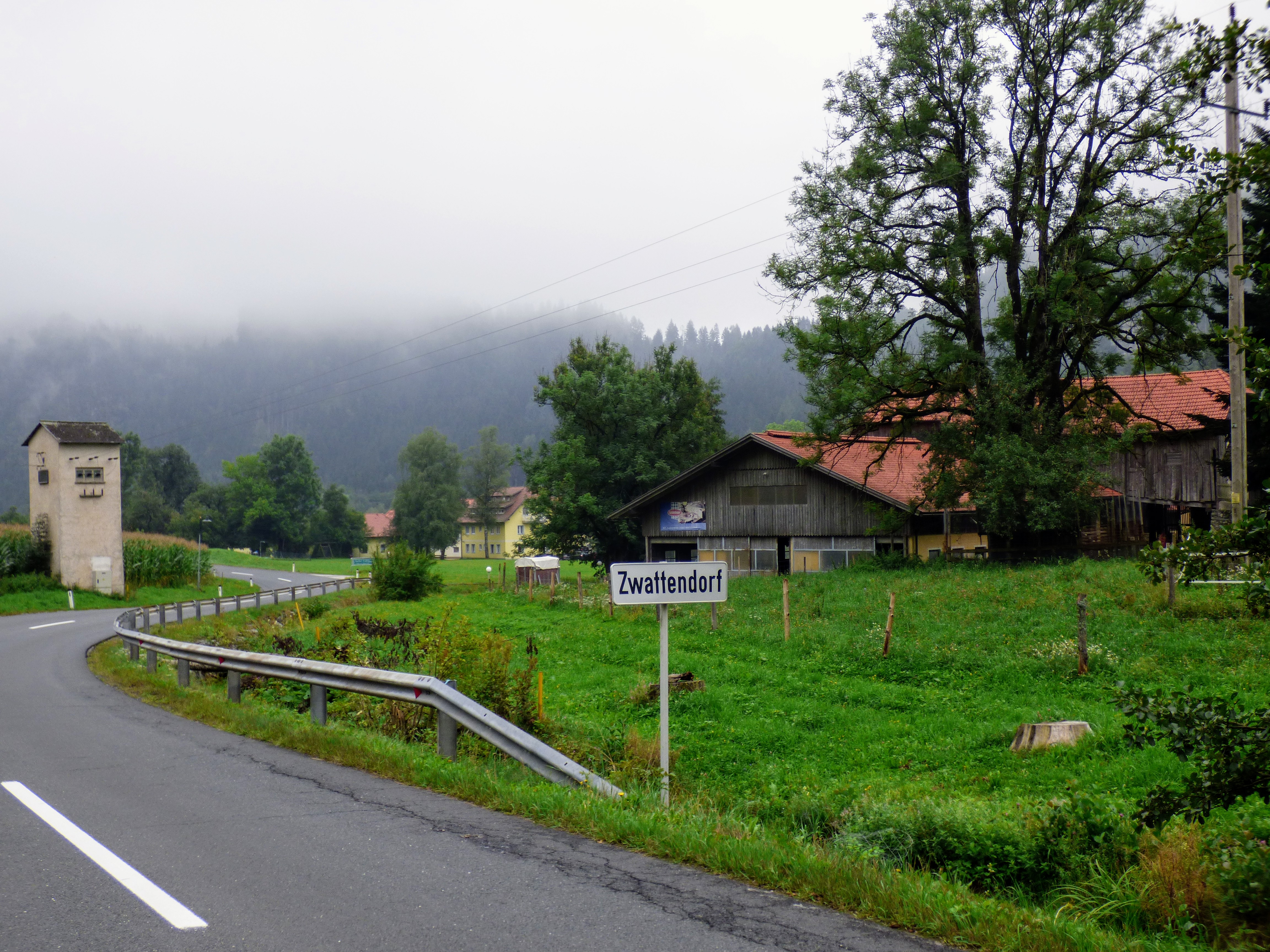
Zwattendorf, Ortseinfahrt

Zwattendorf ist ein Ort in Kärnten (Österreich). Durch den Ort verläuft die Grenze zwischen den Katastralgemeinden Liemberg und Sankt Urban, die gleichzeitig die Grenze zwischen den politischen Gemeinden Liebenfels und Sankt Urban sowie zwischen den Bezirken Sankt Veit an der Glan und Feldkirchen ist. Dadurch zerfällt der Ort in zwei Ortschaften: die Ortschaft Zwattendorf in der Gemeinde Liebenfels hat 0 Einwohner (Stand 1. Jänner 2024), die Ortschaft Zwattendorf in der Gemeinde St. Urban hat 38 Einwohner (Stand 1. Jänner 2024). Somit verfügt der Ort insgesamt über 38 Einwohner.

## Lage
Der Ort liegt in Mittelkärnten, im Liembergbachtal zwischen Sankt Urban und Liemberg, südlich des Gößebergs. Durch den Ort verläuft eine Katastralgemeindegrenze: der Ortskern, durch den früher die Katastralgemeindegrenze verlief, liegt seit 1973 zur Gänze auf dem Gebiet der Katastralgemeinde Sankt Urban; ein Hof südöstlich außerhalb des Ortskerns liegt auf dem Gebiet der Katastralgemeinde Liemberg.

## Geschichte
Der Ort wurde 1258 erwähnt als Zwetendorf, was sich von slowenisch Svet (= Heiliger) ableitet.
In der ersten Hälfte des 19. Jahrhunderts verlief die Steuer- bzw. Katastralgemeindegrenze mitten durch den Ort: der westliche Teil lag in der Steuergemeinde Sankt Urban und gehörte damit zum Steuerbezirk Glanegg, der östliche Teil lag in der Steuergemeinde Liemberg und gehörte zum Steuerbezirk Liemberg. Bei Bildung der Ortsgemeinden im Zuge der Reformen nach der Revolution 1848/49 kam der westliche Teil an die Gemeinde Sankt Urban, der östliche Teil an die Gemeinde Liemberg bzw. 1958 an die durch die Fusion der Gemeinden Liemberg, Hardegg und Pulst entstandene Gemeinde Liebenfels.
Im Zuge der Gemeindestrukturreform 1973 wurde die Katastralgemeindegrenze im Bereich Zwattendorf nach Osten verschoben, so dass seither der Großteil des Orts zur Gemeinde Sankt Urban gehört. Lediglich der Hof vulgo Klocker (Haus Nr. 5 und 5a) verblieb bei der Gemeinde Liebenfels.

## Bevölkerungsentwicklung des gesamten Orts
Für den Ort ermittelte man folgende Einwohnerzahlen:
- 1869: 14 Häuser, 94 Einwohner
- 1880: 10 Häuser, 67 Einwohner
- 1890: 9 Häuser, 68 Einwohner
- 1910: 8 Häuser, 58 Einwohner
- 1961: 10 Häuser, 87 Einwohner
- 2001: 13 Gebäude, 27 Einwohner, 9 Haushalte, 2 Arbeitsstätten, 4 land- und forstwirtschaftliche Betriebe
- 2011: 11 Gebäude, 25 Einwohner, 5 Haushalte, 2 Arbeitsstätten
- 2021: 11 Gebäude, 21 Einwohner, 5 Haushalte, 3 Arbeitsstätten

## Ortschaft Zwattendorf (Gemeinde Liebenfels)

### Lage
Die zur Gemeinde Liebenfels gehörenden Gebäude liegen auf einer Lichtung etwa 500 Meter südöstlich des Ortskerns von Zwattendorf. Sie sind nur von der Gemeinde Sankt Urban aus erreichbar. Die Gemeinde Liebenfels strebte erfolglos eine Abtretung des Hofs an die Gemeinde Sankt Urban an.

### Bevölkerungsentwicklung
Für die Ortschaft zählte man folgende Einwohnerzahlen (die Zahlen bis 1961 beziehen sich auf die damalige Gemeindegrenze; die Ortschaft ist heute flächenmäßig kleiner):
- 1869: 8 Häuser, 40 Einwohner[4]
- 1880: 5 Häuser, 16 Einwohner[5]
- 1890: 6 Häuser, 23 Einwohner[6]
- 1900: 5 Häuser, 26 Einwohner[7]
- 1910: 5 Häuser, 16 Einwohner[8]
- 1923: 3 Häuser, 19 Einwohner[9]
- 1934: 13 Einwohner[10]
- 1961: 6 Häuser, 65 Einwohner[11]
- 2001: 2 Gebäude (davon 2 mit Hauptwohnsitz) mit 2 Wohnungen; 2 Einwohner und 0 Nebenwohnsitzfälle; 2 Haushalte; 0 Arbeitsstätten, 0 land- und forstwirtschaftliche Betriebe[12]
- 2011: 2 Gebäude, 0 Einwohner, 0 Haushalte, 0 Arbeitsstätten[13]
- 2021: 2 Gebäude, 0 Einwohner, 0 Haushalte, 1 Arbeitsstätte[14]

## Ortschaft Zwattendorf (Gemeinde Sankt Urban)

### Lage
Die Ortschaft umfasst den Dorfkern mit den Höfen Jaklbauer mit Schlöglhube, Hoiselhube, Zedlilzer und den als Beherbungsbetrieb geführten Kraßnig.

### Bevölkerungsentwicklung
Für die Ortschaft zählte man folgende Einwohnerzahlen (die Zahlen bis 1961 beziehen sich auf die damalige Gemeindegrenze; die Ortschaft ist heute flächenmäßig größer):
- 1869: 6 Häuser, 54 Einwohner[15]
- 1880: 5 Häuser, 51 Einwohner[16]
- 1890: 3 Häuser, 45 Einwohner[17]
- 1910: 3 Häuser, 42 Einwohner[18]
- 1961: 4 Häuser, 22 Einwohner[19]
- 2001: 11 Gebäude (davon 7 mit Hauptwohnsitz) mit 8 Wohnungen; 25 Einwohner und 0 Nebenwohnsitzfälle; 7 Haushalte; 2 Arbeitsstätten, 4 land- und forstwirtschaftliche Betriebe[20]
- 2011: 9 Gebäude, 23 Einwohner, 5 Haushalte, 2 Arbeitsstätten[13]
- 2021: 9 Gebäude, 21 Einwohner, 5 Haushalte, 2 Arbeitsstätten[21]